# 克雷姆斯明斯特
克雷姆斯明斯特（德語：Kremsmünster）是奧地利的一個城鎮，位於該國北部，由上奧地利負責管轄，面積42.1平方公里，海拔高度384米，鎮上的氣象台建於1748至1759年，2012年人口6,462。

## 外部連結
- Kremsmünster Website (german) （页面存档备份，存于）
- Kremsmünster Abbey Website （页面存档备份，存于）
- Codex Millenarius（页面存档备份，存于）
- Kremsegg Castle & museum （页面存档备份，存于）